# Ayuntamiento de Chicago
El ayuntamiento de Chicago es un edificio de 10 pisos que alberga la sede oficial del gobierno de la ciudad de Chicago en Illinois. Adyacente al Centro Richard J. Daley y al Centro James R. Thompson, el edificio que incluye el Ayuntamiento de Chicago alberga las oficinas del alcalde, el secretario municipal y el tesorero municipal; algunos departamentos de la ciudad; concejales de varios distritos de Chicago; y cámaras del Ayuntamiento de Chicago en el lado oeste del edificio. El lado este del edificio (llamado Edificio del Condado) está dedicado a las diversas oficinas del Condado de Cook, incluidas las cámaras de la Junta de Comisionados del Condado de Cook.
Situada en una delimitada por Randolph, LaSalle, Washington Boulevard y Clark Street, la estructura de 11 pisos fue diseñada por el estudio de arquitectura Holabird & Roche en el estilo del renacimiento clásico y construida para reemplazar y expandir un ayuntamiento anterior. Su ubicación ha servido como centro de gobierno de la ciudad desde 1853 hasta 1871, y con un receso debido al Gran Incendio de Chicago, desde 1885 hasta la actualidad. La sala actual se inauguró oficialmente el 27 de febrero de 1911.

## Historia

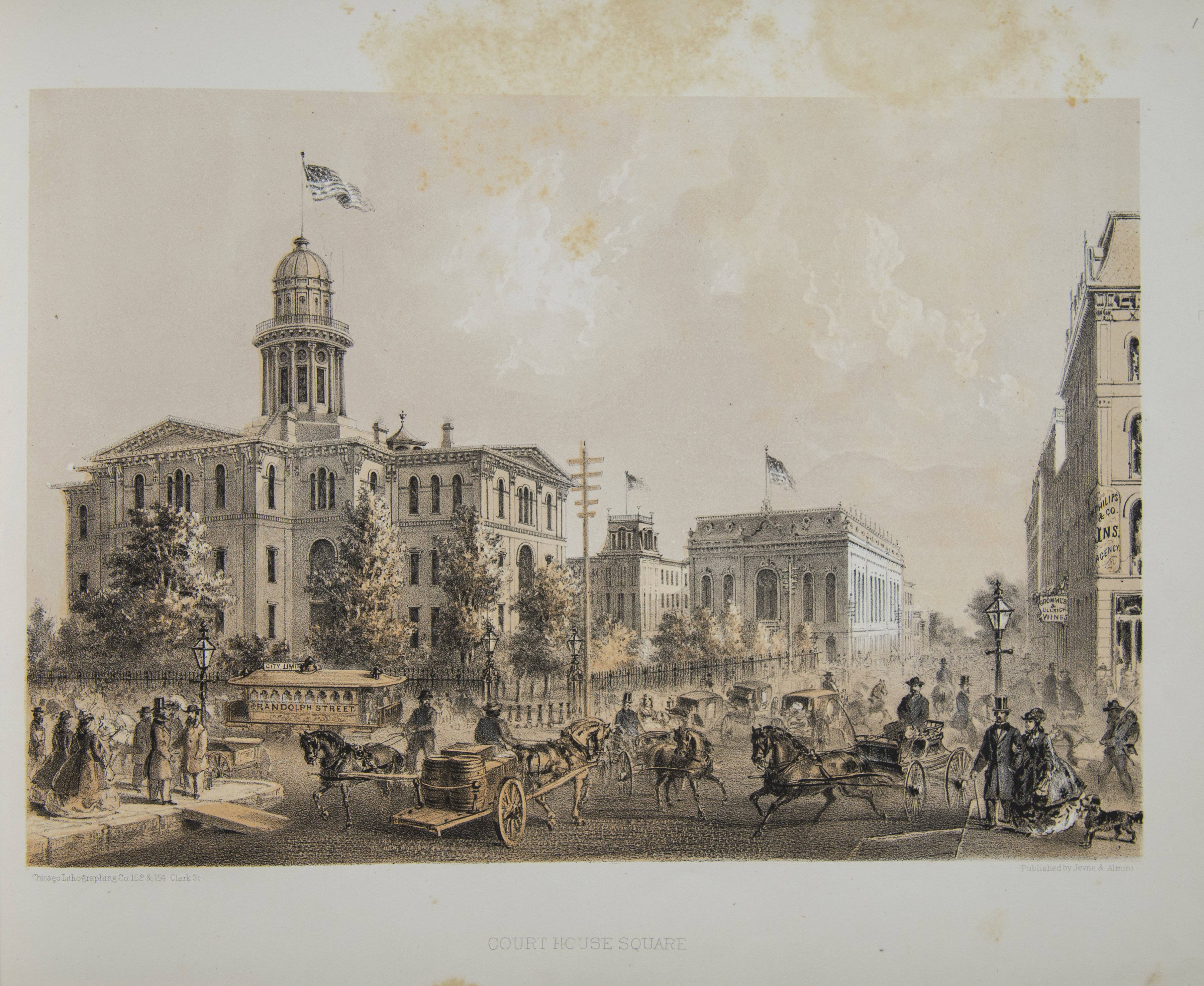
Ayuntamiento en Court House Square ('Old Chicago Courthouse') en 1866, destruido en el Gran Incendio de Chicago de 1871

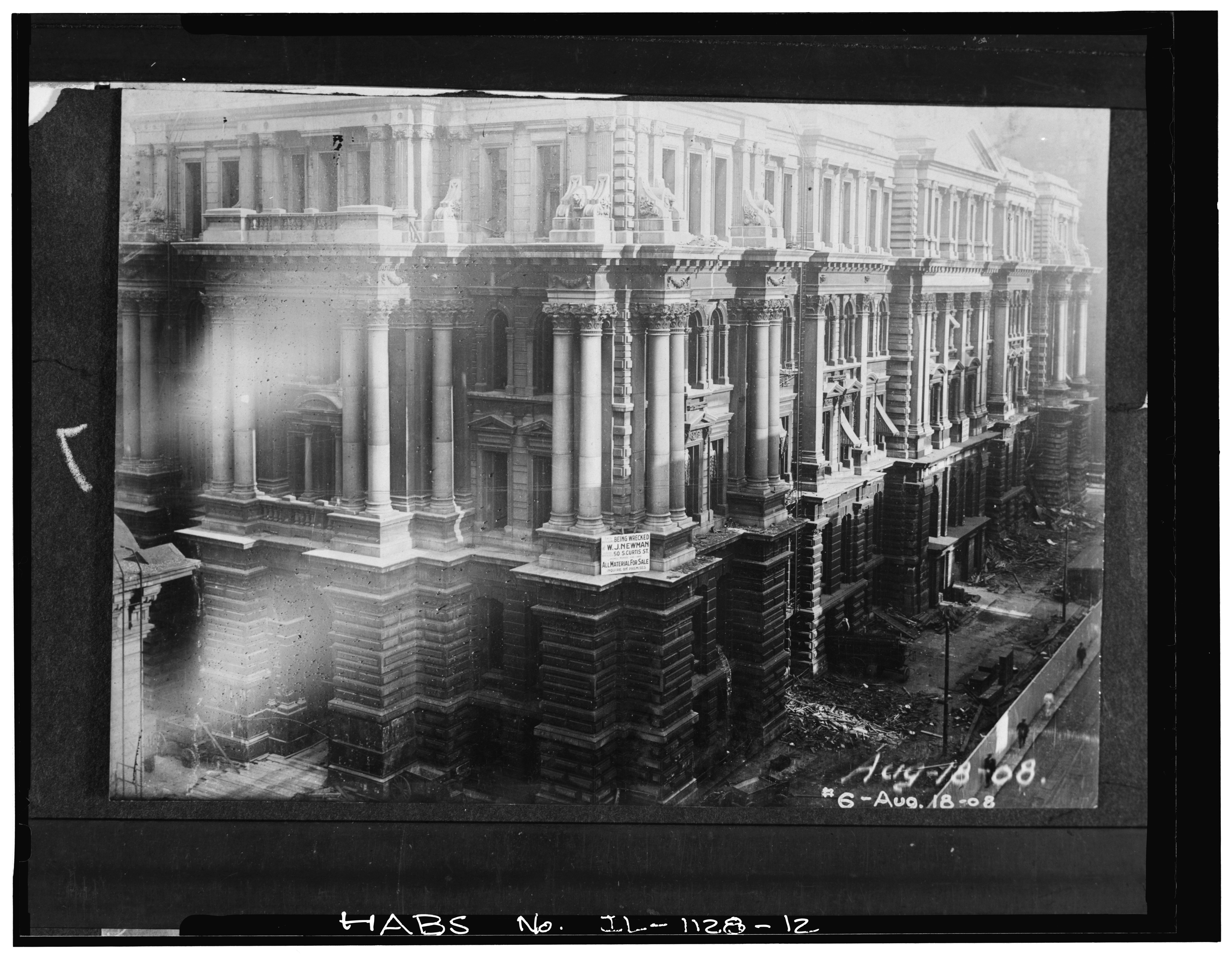
sexto edificio del ayuntamiento

El primer Ayuntamiento de Chicago en 1837 estaba en cámaras alquiladas en el Saloon Building en la esquina de las calles Lake y Clark. A continuación, la ciudad alquiló un espacio en un edificio propiedad de Nancy Chapman, desde 1842 hasta 1848, cuando se construyó Old Market Hall en LaSalle Street. El mercado municipal, propiedad de la ciudad, llevó a cabo los negocios del ayuntamiento en su segundo piso, con tiendas debajo hasta 1853. Luego se construyó un nuevo ayuntamiento y juzgado del condado combinados en la plaza pública formada por las calles Randolph, LaSalle, Washington y Clark (este edificio, que ya no existe, a veces se denomina Old Chicago Courthouse). El cuerpo de Abraham Lincoln yacía aquí durante su funeral en 1865. La campana del juzgado sonó en 1871 para dar la alarma durante el Gran Incendio de Chicago antes de que la sala se quemara hasta los cimientos.
Una sala construida apresuradamente apodada la 'vieja colonia' se construyó alrededor de un tanque de agua que sobrevivió al incendio en las calles LaSalle y Adams; sobre el que se alza hoy el Rookery Building construido en 1888. En 1885, la ciudad y el condado completaron la construcción de un nuevo edificio combinado de estilo Imperio francés en el sitio actual (y el sitio del antiguo palacio de justicia). Este edificio fue demolido y reemplazado en 1905 por la estructura de renacimiento clásico actual y más grande.

## Características

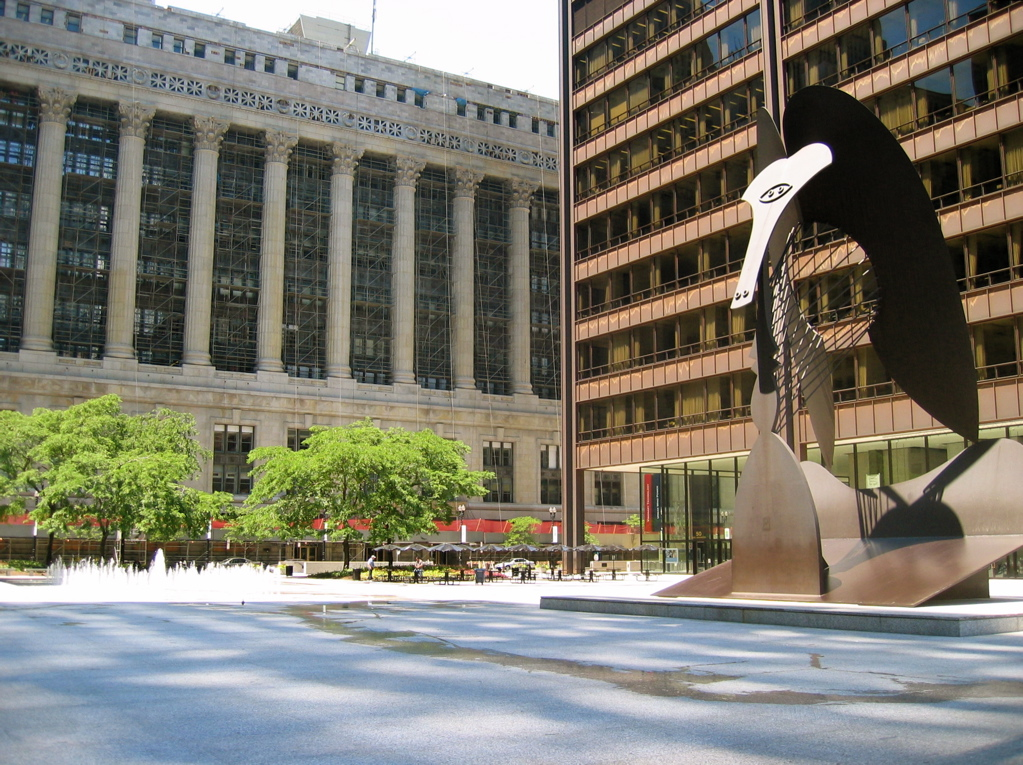
El edificio del Ayuntamiento y la plaza cercana en 2006

La entrada presenta cuatro paneles en relieve esculpidos en granito por John Flanagan . Cada uno de los paneles representa una de las cuatro preocupaciones principales del gobierno de la ciudad: parques infantiles, escuelas, parques y suministro de agua. Cuando los visitantes ingresan al edificio, son recibidos con elaboradas escaleras de mármol y placas de bronce en honor a los pasados ayuntamientos de Chicago desde 1837 hasta el presente. El primer gran proyecto de renovación que se llevó a cabo fue en 1967 cuando se trasladaron los principales departamentos de la ciudad, originalmente ubicados fuera del Ayuntamiento de Chicago.
El "quinto piso" a veces se usa como una metonimia de la oficina y el poder del alcalde.

### Techo verde
En 2001, 38 800 pies cuadrados (360 463,6 dm²) de jardines de techo se completaron sirviendo como un proyecto piloto para evaluar el impacto que tendrían los techos verdes en el efecto isla de calor en áreas urbanas, la escorrentía de agua de lluvia y la efectividad de diferentes tipos de techos verdes y especies de plantas para el clima de Chicago. Aunque la azotea normalmente no es accesible al público, es accesible visualmente desde 33 edificios más altos en el área. El Jardín consta de 20.000 plantas de más de 150 especies, incluidos arbustos, enredaderas y dos árboles. El equipo de diseño del techo verde estuvo encabezado por la firma del área de Chicago Conservation Design Forum junto con el destacado arquitecto "verde" William McDonough. Con una gran cantidad de plantas con flores en el techo, los apicultores cosechan aproximadamente 200 libras (90,7 kg) de miel cada año de colmenas instaladas en la azotea. Los recorridos por el techo verde son solo por acuerdo especial. El techo verde del ayuntamiento de Chicago ganó el premio Merit Design Award de la competencia de la Sociedad Estadounidense de Arquitectura Paisajista (ASLA) en 2002.
- El ayuntamiento de Chicago como se ve en la edición de enero de 1919 de la revista National Geographic

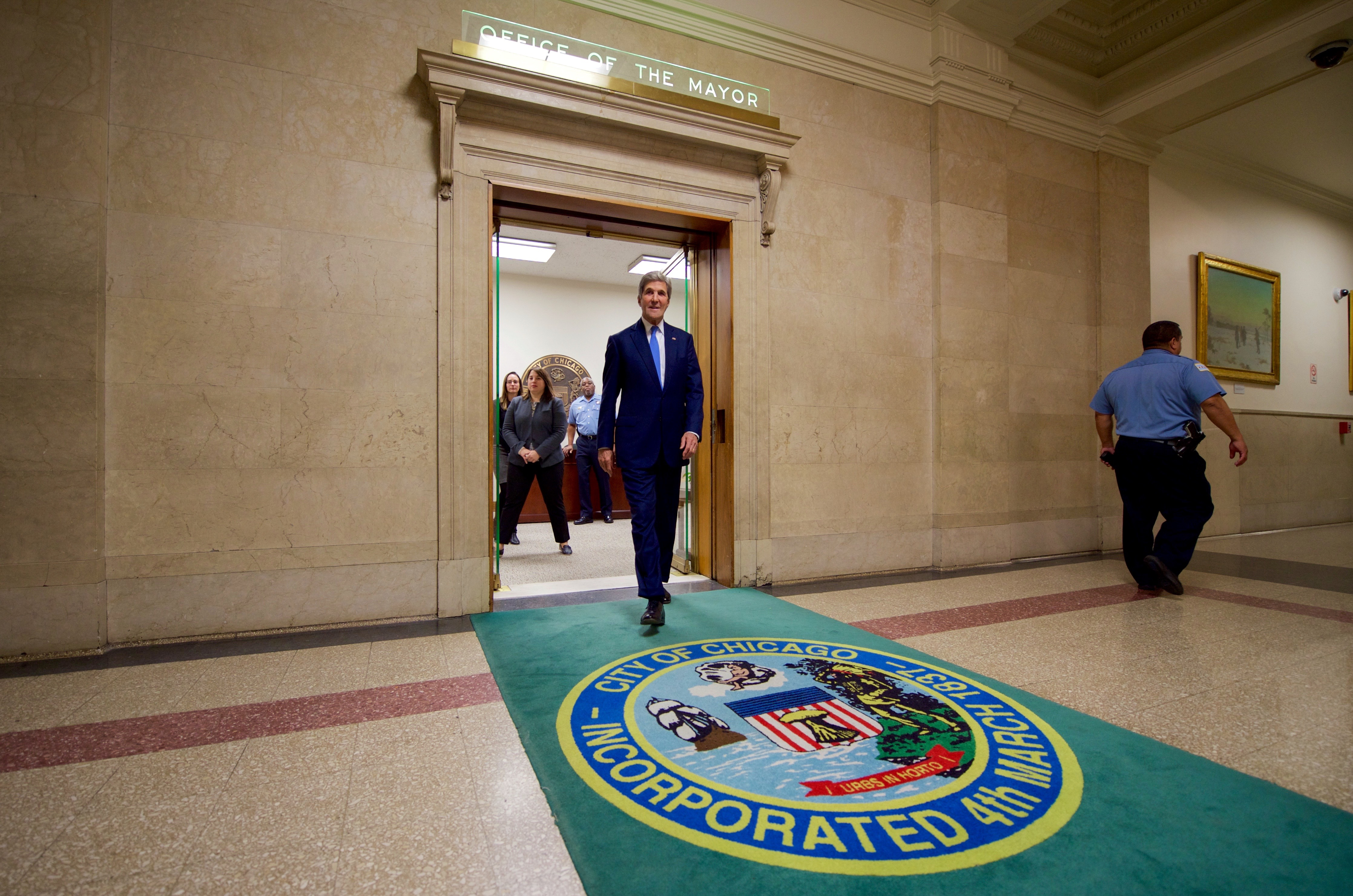
"The Fifth Floor", John Kerry saliendo de la alcaldía (2016)
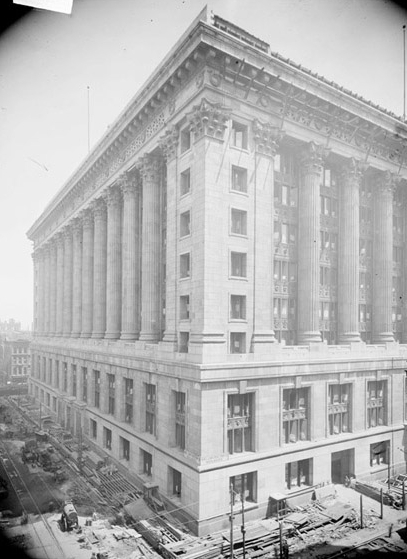
Ayuntamiento de Chicago, poco antes de que se completara la construcción en 1911
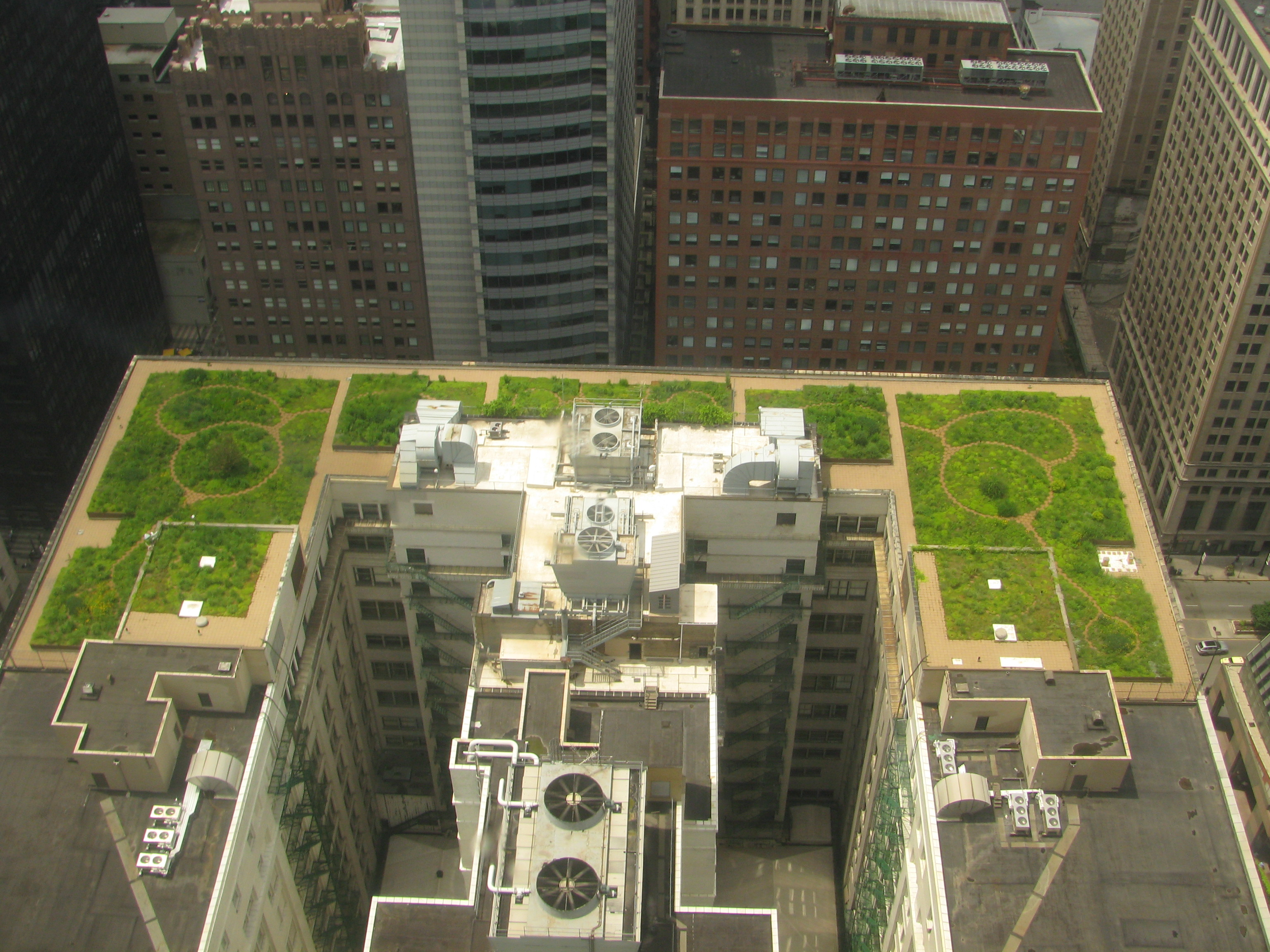
Un jardín en la azotea adorna la parte superior del Ayuntamiento.
Fasces sobre la entrada al edificio.Fasces sobre la entrada al edificio.

## En los medios
Sus interiores aparecieron en la exitosa película de 1993 El fugitivo, donde Richard Kimble (interpretado por Harrison Ford) es perseguido por las escaleras por el alguacil estadounidense Samuel Gerard (Tommy Lee Jones), hasta llegar al vestíbulo, donde Kimble se encuentra por poco. escapa de ser detenido por Gerard y sus hombres.

## Agencias
Las siguientes agencias están ubicadas en el Ayuntamiento:
- Oficinas elegidas:
  - Oficina del Alcalde - 5.º Piso
    - Alcaldía de Personas con Discapacidad

  - Ayuntamiento - 2.º Piso (Salas del Consejo)
  - Secretario Municipal - 1.er Piso
  - Tesorero - Sala 106
- Departamento de Edificios - Sala 900
- Departamento de Finanzas - 7.º Piso
- Departamento de Derecho - Suite 600
- Asuntos Comerciales y Protección al Consumidor - Piso 8
- Departamento de Planificación y Desarrollo - Piso 10
- Departamento de Calles y Saneamiento - Sala 1107
- Oficina de Manejo de Emergencias y Comunicaciones
- Departamento de Servicios de Adquisiciones - Sala 806
- Departamento Recursos Humanos